# Breath of Fire
Breath of Fire (jap. ブレスオブファイア|Buresu obu Faia; Atem des Feuers) ist eine Computerspielserie von Capcom, die erstmals 1993 für das Super Nintendo Entertainment System erschien. 2001 folgte eine Portierung für den Game Boy Advance der ersten beiden Teile. Seit 1997 gibt es die Teile drei und vier für PlayStation, seit 2005 eine Portierung des dritten Teils für PlayStation Portable und seit 2001 auch Teil fünf für PlayStation 2.
Auch eine Digitale Umsetzung vom dritten Teil kann im PlayStation Store heruntergeladen werden.
Die einzelnen Spiele gehören dem Genre RPG an.

## Geschichte
In der Breath-of-Fire-Reihe der Firma Capcom dreht sich alles um die Spielfigur Ryu und dessen Fähigkeit, sich in einen Drachen zu verwandeln.
Die Serie spielt in einer fiktiven Welt, in der zwischen den einzelnen Teilen mehrere Jahrhunderte liegen. Alle Teile haben mitunter gemeinsam, dass die Geschichte epischen Ausmaßes ist und der Held (Ryu) zuerst gar kein Held ist, sich auf eine Reise begibt und am Ende dieser ein neues Schicksal findet, welches meistens das Retten der Welt ist. Ausnahme: Teil vier gibt einem im letzten Bosskampf die Möglichkeit die vermeintlich böse Seite einzuschlagen.

## Charaktere
Ryu
Ryu ist in allen bisher erschienenen Teilen ein Junge des Dragon Clans, der nichts von seinen Fähigkeiten – der Möglichkeit zur Verwandlung in einen Drachen – ahnt, erst später im Spiel davon erfährt und diese dann zu Nutze macht. Wie diese Verwandlung vonstattengeht, unterscheidet sich von Teil zu Teil. Im dritten Teil passiert dies durch das Sammeln und Kombinieren von DNS, wobei maximal drei Komponenten gleichzeitig verwendet werden können. Im vierten Teil werden die Verwandlungen durch Fortschreiten der Geschichte verfügbar und lassen sich dann einfach im Kampf auswählen. Im fünften Teil gibt es lediglich eine Form der Verwandlung, die immer das gleiche Aussehen besitzt, abgesehen vom letzten Bosskampf.
Nina
Nina ist in den ersten vier Spielen der Serie eine Prinzessin von Wyndia. Sie ist in jedem Teil eine enge Gefährtin von Ryu und beeinflusst ihn und seine Entscheidungen positiv. Im fünften Teil ist sie Folge eines biologischen Experiments mit dem Ziel, ein lebendes Luftfiltersystem zu erstellen.
Deis
Deis (in der US/EU-Version Bleu genannt) ist eine Göttin und Myrias Schwester, die im ersten Teil als Charakter maßgeblich beteiligt ist. Im zweiten Teil ist sie ein spielbarer Bonuscharakter, den man nicht benötigt, um das Spiel zu beenden. In beiden Teilen ist sie eine mächtige Zauberin. Anders als Ryu und Nina ist sie in beiden Spielen dieselbe Person. Im dritten Teil ist sie ein Master, der euch mächtige Zauber beibringt die sonst nur Nina erlernen kann. Man sieht sie im Engelturm in einer Sphäre, kann sie aber erst im späteren Spielverlauf befreien. Im vierten Teil ist Deis ebenfalls eine Göttin. Da sie keinen Körper besitzt, benutzt sie den Roboter Ershin als Wirt.
Rei
Rei ist nur im dritten und vierten Teil erhältlich. Im dritten Teil rettet er Ryu vor zwei Wölfen, die jenen fressen wollen. Später schließen sich die beiden zusammen, doch in einem Kampf gegen zwei pferdeartige Wesen wird Rei von Ryu getrennt. Sie treffen jedoch erneut aufeinander.
Teepo
Vertreten im dritten Teil als Freund von Rei im Zedernwald. Ryu und er verstehen sich zu Anfang nicht, jedoch werden sie recht schnell Freunde. Ihre Wege trennen sich nach dem Kampf gegen das Pferde-Verbrecherduo. Erst Jahre später trifft Ryu ihn in Eden wieder, der Residenz von Myria, wobei sich zeigt, dass er ebenfalls vom Drachenclan ist und dieselben Fähigkeiten hat wie Ryu.
Momo
Momo ist im dritten Teil eine Ingenieurin und gehört zu Ryus treuen Gefährten. Ihre Hilfe wird recht häufig in Anspruch genommen. Im vierten Teil tritt sie als Meister wieder auf, von dem man Fähigkeiten erlernen kann.
Peco
Der dritte Teil wirft einige Überraschungen auf. Durch das besiegen eines Mutanten bekommt Ryu als Abschiedsgeschenk Pecoros oder kurz "Peco", einen neuen Begleiter der weder sprechen kann noch einen großen Einfluss auf die Geschichte nimmt und zudem eine Zwiebel ist. Es wird aber angenommen, dass er die Stimme Yggdrasils ist und dieser wiederum, durch ihn, dafür Sorge trägt einigen Schaden den Myria angerichtet hat in der Wüste des Todes zu beseitigen.
Garr
Garr ist im dritten Teil ein Wächter und ist beauftragt, Ryu zu töten (wobei Ryu davon nichts weiß). Am Anfang versucht er sich mit Ryu anzufreunden, um ihn in den Engelsturm zu bringen. Dort verrät er Ryu, warum er ihn hergebracht hat und es kommt zum Kampf, wobei Ryu ihn sehr leicht besiegt. Später will er sich bei Ryu entschuldigen und sucht nach ihm. Dieser vergibt ihm und sie sind wieder Freunde.
Myria
Eine Göttin und Schwester Deis (Bleus). Physisch erscheint Myria nur im dritten Teil und ist sogleich der Endgegner des Spiels. Sie ist der Meinung, dass der Drachenclan eine zu große Gefahr für die Welt darstellt und will daher alle Drachen entweder in Eden wegsperren oder töten.

## Teile

### Breath of Fire
Der erste Teil der Serie erschien für das Super Nintendo und wurde 1993 zunächst in Japan veröffentlicht, ein Jahr später erschien die amerikanische Version des Spiels. 2001 wurde eine Umsetzung für den Game Boy Advance veröffentlicht.
Das Spiel beginnt mit einer Konfrontation der Light Dragons mit den Dark Dragons. Die Truppen des Imperators Zog – ein Dark Dragon – überfallen das Dorf der Light Dragons, dabei wird Ryus Schwester gefangen genommen. Ryu beginnt seine Reise zunächst nur um Zog davon abzuhalten die Welt komplett zu erobern. Während seiner Reise schließen sich ihm sieben weitere Krieger an. Dabei erfahren sie, dass Zog die göttlichen Schlüssel sammelt. Mit diesen sieben Schlüsseln haben einst die Light Dragons die Göttin der Zerstörung, Tyr, eingesperrt und mit ihnen kann sie auch wieder befreit werden. Tyr ist so mächtig, dass sie die ganze Welt zerstören könnte. Es beginnt ein Kampf um die göttlichen Schlüssel und zur Rettung der Welt.

### Breath of Fire II

Offizielles Logo

Breath of Fire II wurde 1994 auf dem SNES veröffentlicht. 1995 erschien das Spiel in den USA, 1996 in Europa. Eine Umsetzung für den Game Boy Advance wurde 2001 in Japan veröffentlicht. Versionen für die amerikanischen und europäischen Systeme erfolgten ein Jahr später.
Breath of Fire II beginnt in der Kindheit von Ryu. Ryu soll seine Schwester Yua suchen. Als er sie beim großen Drachen findet, greift ein Monster ihn an, noch zu jung um sich zu wehren, tötet sein Vater Garner das Monster. Anschließend gehen Yua und Garner zurück in das Dorf. Als Ryu nach kommt, kann sich keiner an ihn erinnern und seine Familie ist verschwunden. Er begibt sich in die Kirche, die bis vor kurzem noch sein Zuhause war. Dort trifft er Boche (auch als „Bow“ bekannt), dieser verleitet Ryu dazu abzuhauen. In der folgenden Nacht flüchten sie, dabei treffen sie in einer Höhle auf ein riesiges Monster, das sie besiegt. 10 Jahre später sind Ryu und Boche Ranger und verdienen ihr Geld durch Monsterjagd. Schnell stoßen sie dabei auf Menschen, die von Dämonen besessen sind und nur Böses im Schilde führen. Nach und nach stoßen noch weitere sechs Mitglieder zur Gruppe hinzu, der bald klar wird, dass hinter der Kirche St. Eva ein teuflischer Plan steckt. Evan – ein riesiger Dämon, der von Tyr (in manchen Übersetzungen auch "Miria") aus dem ersten Teil abstammt – erlangt durch die Gebete der Gläubigen immer mehr Kraft. Sein Ziel ist die Weltherrschaft. Zu Ende des Spiels stellt sich heraus, dass der große Drache aus der Kindheit Ryus Mutter ist.
An dieser Stelle lässt das Spiel mehrere Fortsetzungen des Handlungsverlaufes zu: entweder Ryus Mutter bewacht weiterhin den Eingang zur Unterwelt, oder sie opfert sich, um Ryu den Weg in die Unterwelt zu öffnen, damit er dort Evan endgültig zerstören kann. Ein geheimes Ende ergibt sich, wenn es gelingt, Ryus Vater im Spielverlauf zu retten; mit dessen Hilfe kann die selbst aufgebaute Stadt fliegen und zum Schluss durch eine Landung den Eingang zur Unterwelt versiegeln. Entschließt man sich, Evan in der Unterwelt herauszufordern, trifft man dort die Light und die Dark Dragons, die sich unter die Erde zurückgezogen haben, um fortan von den Menschen als Legende betrachtet zu werden. Dort erhält Ryu seine letzten Anweisungen um Evan zu vernichten.

### Breath of Fire III

Offizielles Logo der PlayStation Version

Breath of Fire III erschien in Japan sowohl für die PlayStation (1997) als auch für die PlayStation Portable (2005). Europäische und amerikanische Versionen folgten mit einem Jahr Verzögerung.
In Breath of Fire III beginnt man zwar als kleiner Drache, jedoch kann sich Ryu nach einem Unfall nicht mehr daran erinnern. Er nimmt die Form eines menschlichen Kindes an und wächst bei den zwei Dieben Rei und Teepo auf. Später wird er von diesen getrennt und macht sich allein auf die Reise. Dabei trifft er nach und nach die Prinzessin Nina, den Krieger Garr, die Wissenschaftlerin Momo und den Mutanten Peco. Später im Spiel treffen die Gefährten auch Rei wieder, der sich Ryu erneut anschließt. Nach einem Kampf mit Garr – dessen wahre Aufgabe es war, alle Drachen im Auftrag der Göttin Myria zu töten – wird Ryu von den Seelen der anderen Drachen, die auf diesem Drachenfriedhof liegen, geplagt und verliert die Kontrolle. Jahre später findet Garr Ryu und bringt ihn wieder zur Vernunft. Ab diesem Zeitpunkt des Spiels sind sowohl Ryu als auch seine Gefährten keine Kinder mehr, sondern Jugendliche bzw. Erwachsene. Am Ende seines Abenteuers steht Ryu vor der schweren Entscheidung, entweder gegen die Göttin Myria zu kämpfen und den Menschen die Freiheit zu geben, sich selbst zu entscheiden und zu schützen, oder bei ihr zu leben und ihr weiterhin die Entscheidung über das Schicksal der Menschen zu überlassen.

### Breath of Fire IV

Offizielles Logo

Breath of Fire IV erschien für die PlayStation, den PC als auch für die PlayStation 3 (2011). In Japan und Amerika wurde es 2000 veröffentlicht, in Europa ein Jahr später.
In Breath of Fire IV beginnt man das Spiel in der Rolle von Fou-Lu, dem späteren Widersacher von Ryu und seinen Gefährten. Nach einer kurzen Einleitung, in der man ebendiesen spielt, wechselt die Szenerie und das eigentliche Spiel beginnt. In einer Szene sieht man Nina und Cray in einem "Sandgleiter" über die Wüste fliegen – auf der Suche nach Elina. Während dieser Suche treffen sie auf Ryu, der sich ihnen anschließt. Am Ende steht man wieder einmal vor einer Entscheidung: sich Fou-Lu anschließen und die Menschheit vernichten oder mit den Gefährten gegen ihn kämpfen. Wenn man wählt, sich ihm anzuschließen, kommt es zu einem letzten Kampf als vereinigter Drache gegen die ehemaligen Gefährten.

### Breath of Fire: Dragon Quarter

Offizielles Logo

Breath of Fire: Dragon Quarter bzw. Breath of Fire V erschien in Japan 2002 für die PlayStation 2. Europäische und amerikanische Versionen folgten ein Jahr später.
Die Welt von Breath of Fire V ist postapokalyptisch und die Menschen leben streng nach ihrem "Rang" nahe der Erdoberfläche oder tief unter ihr. Nur hohen Regierungsbeamten ist es erlaubt nahe der Oberfläche zu leben. In diesem Teil ist Ryu anfangs ein eher unterdurchschnittlicher "Ranger", also eine Art Polizist oder Soldat. In der Welt in der Ryu lebt, werden die Menschen anhand ihres "D-Wertes" eingeteilt, welcher Aufschluss über das Potential eines Menschen gibt. Ryu beispielsweise hat einen D-Wert von 1/8192 (welcher sich bei mehreren Spieldurchgängen ändern kann) und hat daher keine großen Aussichten auf eine Karriere, da man dazu einen höheren Wert haben muss. Diesen hat z. B. Bosch (1/64) der Ryus Partner ist und durch seinen D-Wert den Aufstieg auf der Karriereleiter praktisch sicher hat. Nachdem Ryu bei einem Einsatz zusammen mit Bosch abstürzt, landet er an einem Ort, wo die Kräfte erwachen, die ihm vom Geist eines alten toten Drachen verliehen wurden, um das Mädchen Nina vor einem Ungetüm zu retten. Dazu schließt sich Ryu dem Widerstandsmitglied Lin an und begibt sich Richtung Erdoberfläche. Das Ziel des Spiels besteht darin, auf die Oberfläche zu gelangen und das Geheimnis der Regierung aufzudecken.

### Breath of Fire 6
Am 1. August 2013 hatte Capcom Breath of Fire 6 angekündigt. Als Genre nannte man Online Touch RPG. Es werde speziell für Smartphones, Tablet und PC-Browser entwickelt werden und sollte ursprünglich 2014 erscheinen. Das Spiel erschien ausschließlich in Japan am 24. Februar 2016 für Windows und später für Android und iOS, wurde aber bereits am 27. September 2017 wieder vom Markt genommen.

## Minispiele
Auch erwähnenswert und ähnlich wie bei den meisten Final-Fantasy-Teilen gibt es ein über das ganze Spiel laufende optionale Minispiel. In Breath of Fire III hilft man zum Beispiel Feen erst ein Monster zu besiegen und anschließend ihre Stadt aufzubauen. Dabei wählt man passende Gebäude, Feen etc. aus und wird am Ende (nach einer gewissen Anzahl von Kämpfen) mit neuen Funktionen bzw. Gegenständen in diesen Gebäuden belohnt. Beispielhaft dafür sind die verschiedenen Geschäfte für Waffen, Rüstung und andere Gegenstände oder auch ein Laden, in dem man alle Musikstücke des Spiels nochmal anhören kann. Bei Breath of Fire IV gibt es wieder mal ein Dorf voller Feen, nur diesmal packt man im Rahmen eines Minispiels auch selbst bei der Nahrungsbeschaffung mit an. Dagegen in Breath of Fire V spielt die Ameisenkolonie (äquivalent zum Feendorf) eine etwas größere Rolle. Solange man denselben Spielstand benutzt, behält man jeglichen Fortschritt in der Ameisenkolonie. Darüber hinaus gibt es einen 100-stöckigen Dungeon der nur von dort aus zu erreichen ist und der zur Erhöhung des D-Wertes durchgespielt werden kann.